# Toinen linja
La deuxième ligne (finnois : Toinen linja) est une rue de la section Linjat du quartier Kallio à Helsinki  en Finlande.

## Présentation
Longue de 750 mètres, la deuxième ligne va d'Hämeentie jusqu'à Alppikatu.
Parmi les plus anciens bâtiments de la rue citons la maison de l'Arène (Lars Sonck, 1924 et 1929).
Le parc immobilier le plus récent de la rue se compose d'immeubles de bureaux construits dans les années 1980, dont le plus grand est la maison de Suomen Kuntaliitto.
La maison circulaire influence aussi fortement l'aspect architectural de la deuxième ligne.
L'entrée nord de la station de métro Hakaniemi s'ouvre sur la deuxième ligne.
Le parc Ilolanpuisto borde la deuxième ligne du côté des numéros pairs.

## Galerie

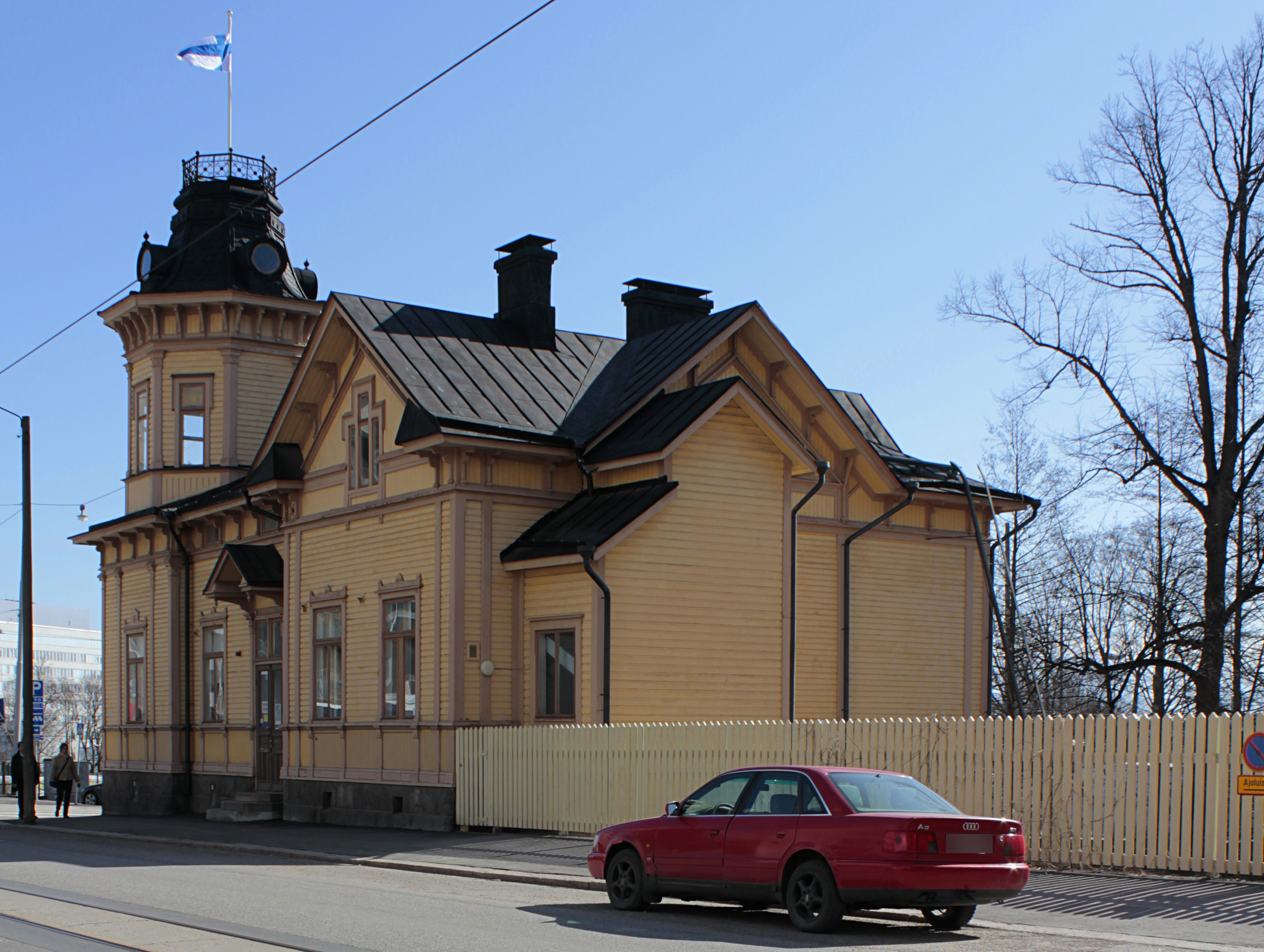
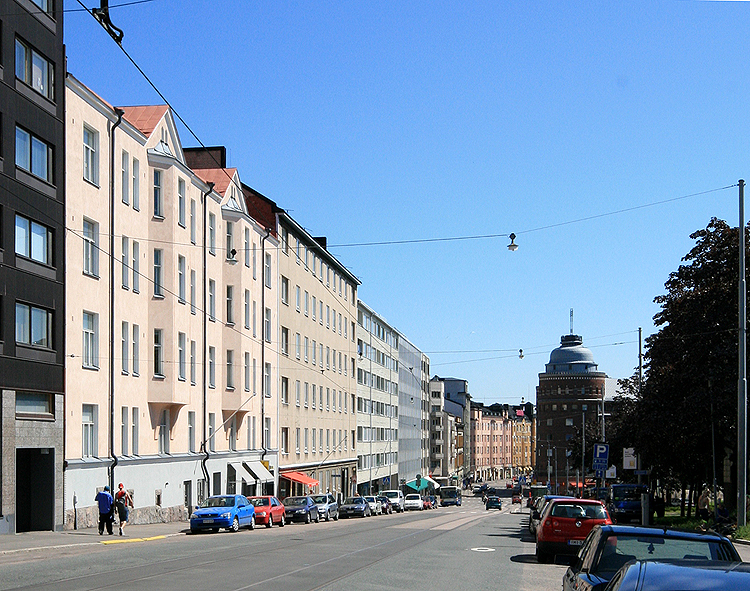
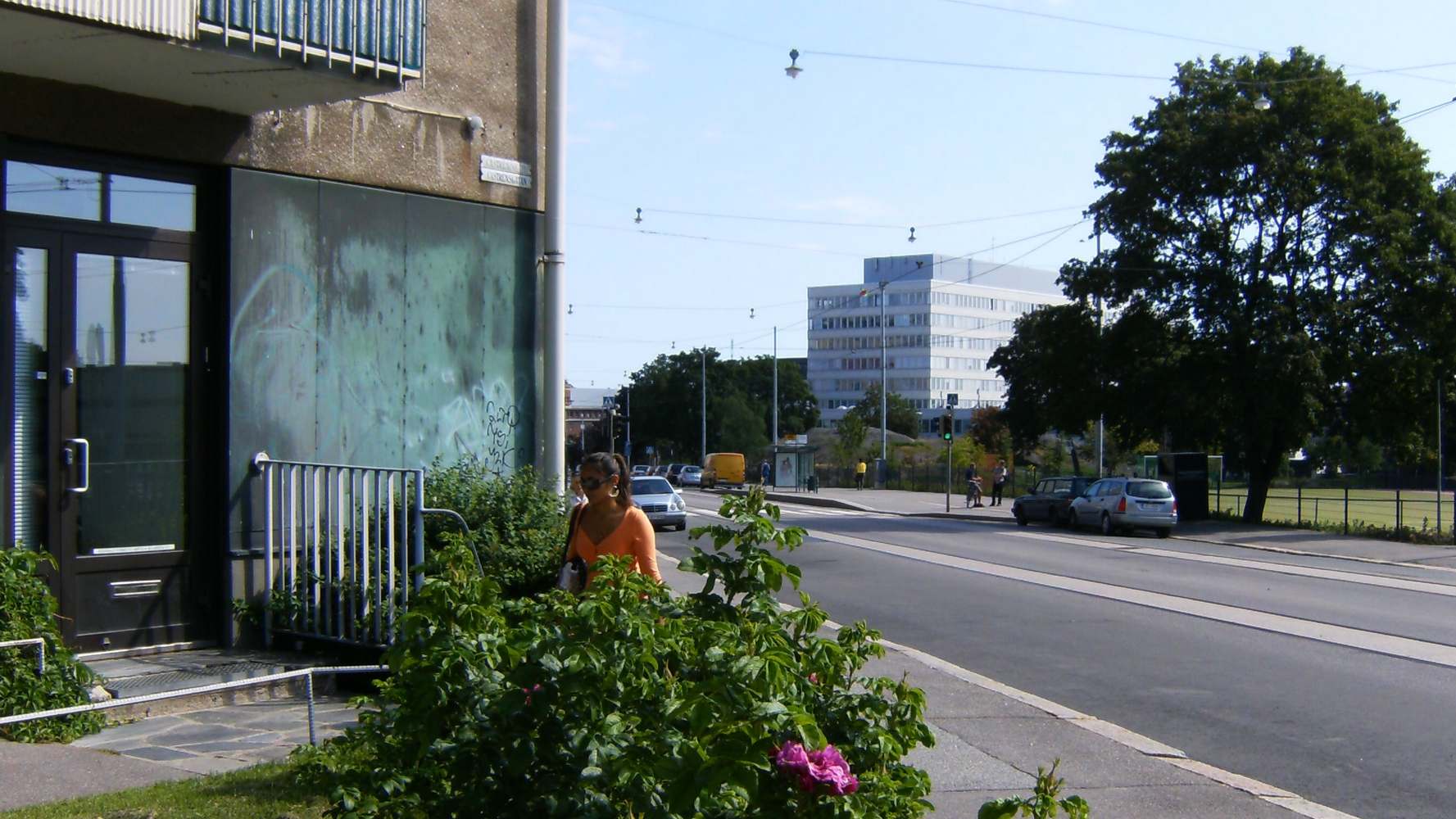
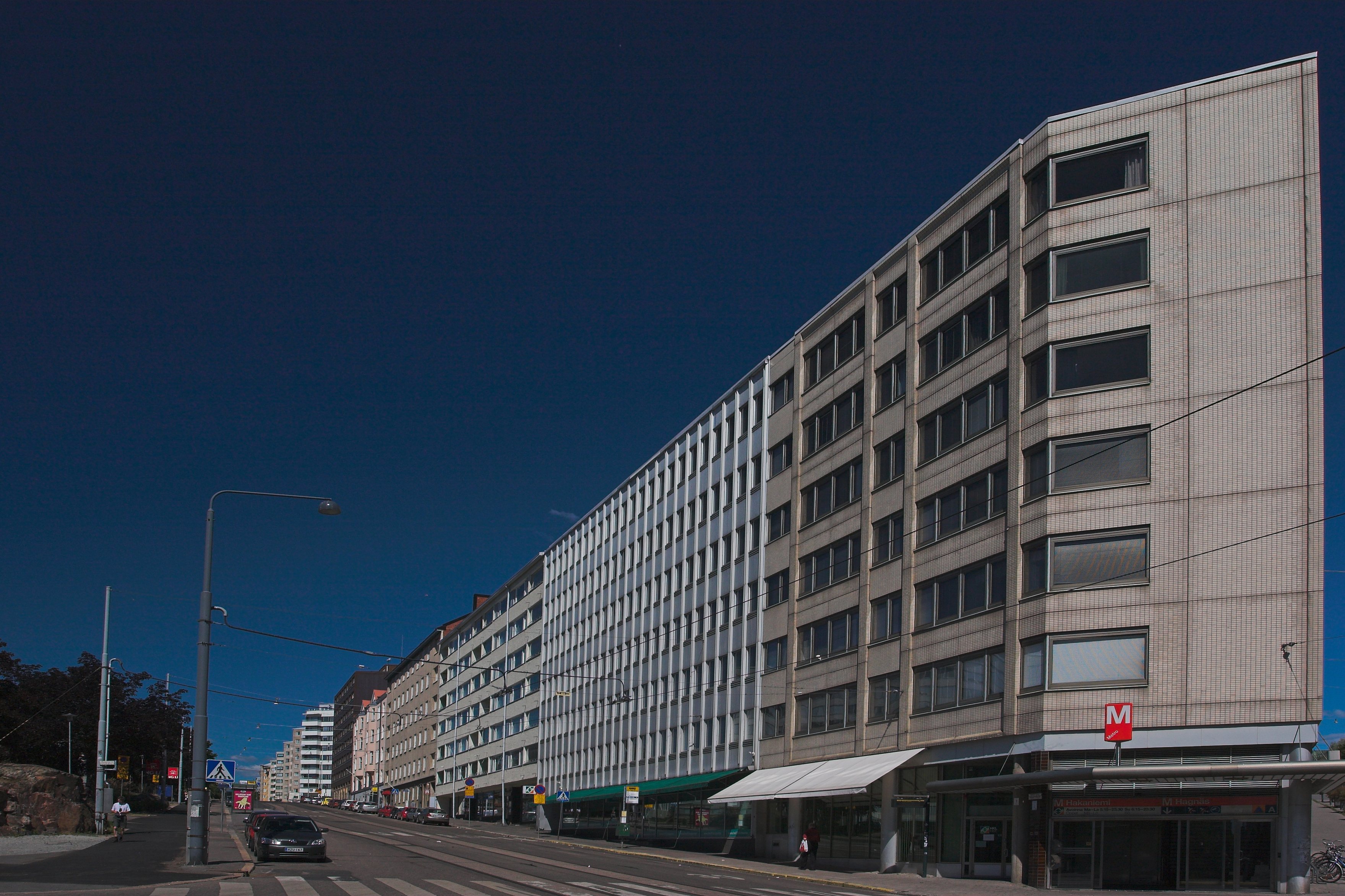
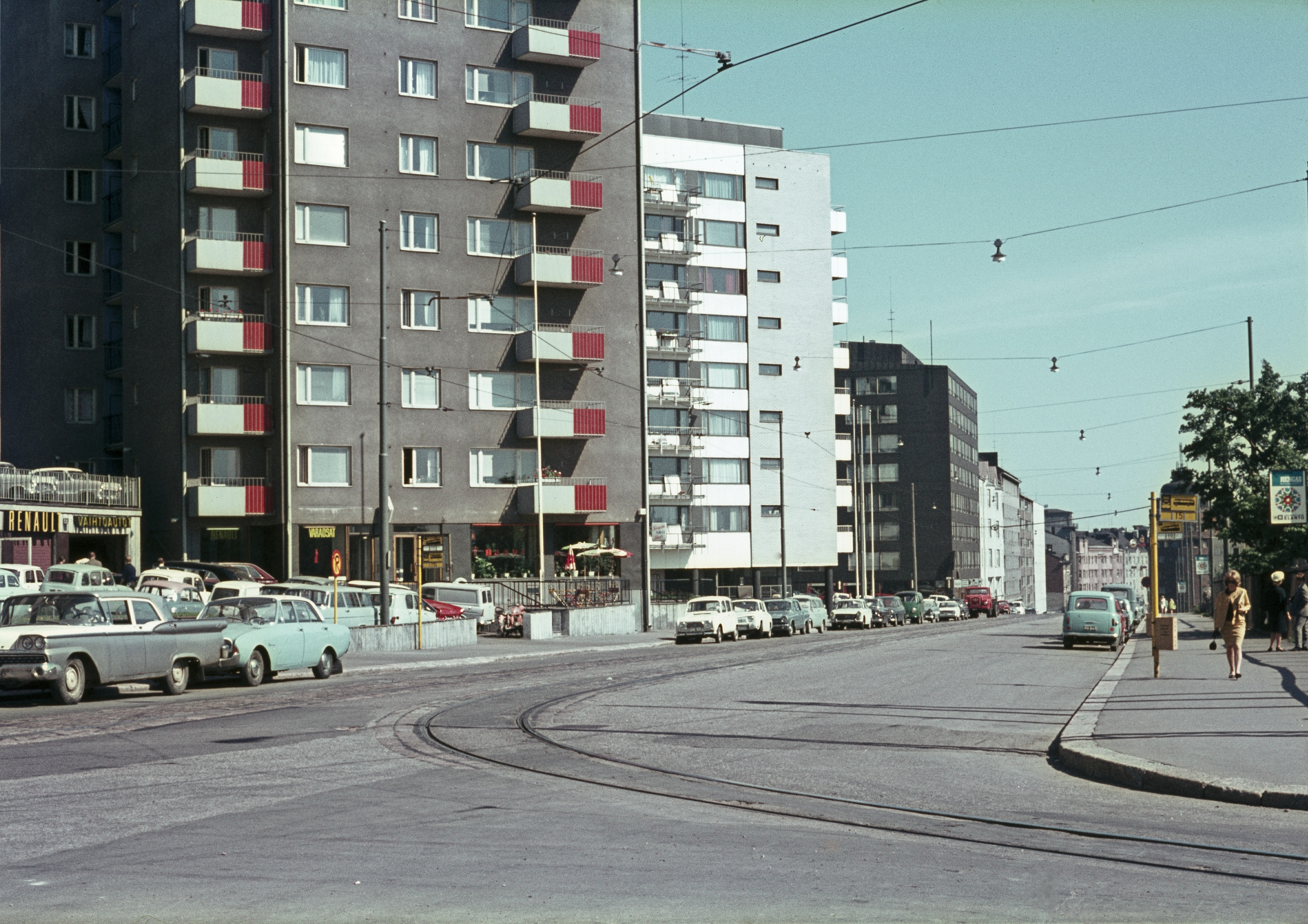

## Rues croisées du sud-est au nord-ouest
- Hämeentie
- Porthaninkatu
- Siltasaarenkatu
- Suonionkatu
- Castréninkatu
- Wallininkatu
- Alppikatu